# Chico Formiga
Chico Formiga, wirklicher Name Francisco Ferreira de Aguiar (* 11. November 1930 in Araxá; † 22. Mai 2012 in Santos), war ein brasilianischer Fußballnationalspieler. Er wurde in der Abwehr oder im Mittelfeld eingesetzt. Als Spieler und Trainer war insbesondere beim FC Santos aktiv. Sein Spitzname bedeutet sinngemäß Ameise Francisco, Chico ist eine Kurzform von Francisco auf Portugiesisch und Formiga bedeutet Ameise. Chico Formiga verstarb mit 81 Jahren an einem Herzinfarkt. Er wurde auf dem Memorial Necrópole Ecumênica in Santos bestattet.

## Karriere

### Als Spieler
Chico Formiga startete seine Laufbahn beim Cruzeiro EC. 1950 wechselte er zum FC Santos. Hier spielte er an der Seite von Größen wie Pelé. Sein Debüt für Santos gab er am 25. Mai 1950 in einem Freundschaftsspiel in Juiz de Fora. Mit dem Klub konnte er zahlreiche nationale Erfolge feiern. Als er 1957 an den SE Palmeiras verkauft wurde, erzielte der Klub die bis dahin größte Ablösesumme für einen Spieler im brasilianischen Fußball. Nach zwei Jahren kehrte Chico Formiga zu Santos zurück, wo er an alte Erfolge anknüpfen konnte. In dem Klub gilt er bis heute als einer der besten Spieler der Geschichte. 1963 beendete Chico Formiga seine aktive Laufbahn. Für Santos soll er 412 Spiele (drei Tore) bestritten haben.

### Als Trainer
15 Jahre danach startete Chico Formiga seine Laufbahn als Trainer. Nachdem Pele 1975 den FC Santos verlassen hatte, gewann der Klub keine Titel mehr. 1978 übernahm Chico Formiga an seiner alten Wirkungsstätte die Trainerstelle. Die Mannschaft, um Pita und Juary konnte er auf Anhieb zum Sieg in der Staatsmeisterschaft von São Paulo führen. Danach verließ Chico Formiga den Klub wieder. Er ging nach Saudi-Arabien, wo er den al-Nasr FC in der Saison 1980/81 zum Meistertitel in der Saudi Professional League führte. Nach Beendigung der Saison kehrte er in seine Heimat zurück.
Beim FC São Paulo bekam er ein neues Engagement. Der Klub hatte in der nationalen Meisterschaft 1981 erst in den Finalspielen gegen Grêmio FBPA verloren und sich daraufhin von Trainer Carlos Alberto Silva getrennt. Sein Einstieg gestaltete sich erfolgreich, so konnte er noch im selben Jahr wieder die Staatsmeisterschaft gewinnen. Nach der Niederlage von São Paulo in der nationalen Meisterschaft 1982 im Viertelfinale gegen den Guarani FC kündigte Chico Formiga bei dem Klub.
Noch im selben Jahr kehrte zum FC Santos zurück. 1983 konnte er den Klub zur Vizemeisterschaft gegen den CR Flamengo führen. Bis in die 1990er Jahre fungierte Chico Formiga als Trainer, u. a. auch in Mexiko und Japan. Selten blieb er länger als ein Jahr bei einem Klub. Nach seiner letzten Trainerstation in Japan, arbeitete er Anfang der 2000er Jahre wieder für Santos im Nachwuchsbereich. Er gilt als Entdecker der Spieler Robinho und Diego.

### Nationalmannschaft
Chico Formiga gab am 20. September 1955 sein Debüt in der Nationalmannschaft. In der Taça Bernardo O’Higgins stand er im Estádio do Pacaembu in São Paulo gegen Chile in der Startelf. Mit der Nationalelf nahm er an der Campeonato Sudamericano 1956 und 1959 teil. In den Jahren 1957 und 58 wurde er nicht berufen. Insgesamt bestritt er 18 Pflichtspiele und ein inoffizielles Spiel für Brasilien. Ein Tor gelang ihm dabei nicht.

## Erfolge

### Als Spieler
Santos
- Staatsmeisterschaft von São Paulo: 1955, 1956, 1960, 1961, 1962, 1963
- Torneio Rio-São Paulo: 1959, 1963
- Campeonato Brasileiro de Futebol Vizemeister: 1959
- Campeonato Brasileiro de Futebol Meister: 1961, 1962, 1963
- Copa Libertadores: 1962, 1963

Nationalmannschaft
- Taça Bernardo O’Higgins: 1955, 1959
- Taça Oswaldo Cruz: 1955, 1956
- Taça do Atlântico: 1956

### Als Trainer
Santos
- Staatsmeisterschaft von São Paulo: 1978
- Campeonato Brasileiro de Futebol Vizemeister: 1983

al-Nasr FC
- Saudi Professional League: 1980/81

São Paulo
- Staatsmeisterschaft von São Paulo: 1981

Corinthians
- Staatsmeisterschaft von São Paulo Vizemeister: 1987[8]

América Mineiro
- Staatsmeisterschaft von Minas Gerais: 1993